# Миа Мартини
Ми́а Марти́ни (итал. Mia Martini), настоящее имя — Доме́ника Берте́ (итал. Domenica Bertè; 20 сентября 1947, Баньяра-Калабра, Реджо-Калабрия, Италия — 11 мая 1995, Милан, Италия) — итальянская певица и композитор.

## Биография
Доменика Берте родилась 20 сентября 1947 года в Баньяра-Калабре (провинция Реджо-Калабрия, Италия) в семье учителя латинского и греческого языков Джузеппе Радамеса Берте (род. 1921) и учительницы начальных классов Марии Сальвины Дато (ум. в 2003). У неё было три сестры: старшая, Леда Берте (род. 1945) и две младших — Лоредана Берте (род. 1950) и Оливия Берте (род. 1957).
Взяв псевдоним Миа Мартини, она начала свою музыкальную карьеру в 1963 году. В 1977 году она заняла 13-е место из 18-ти на Конкурсе песни Евровидение с песней «Libera», набрав 33 очка, а в 1992 году — 4-е место с песней «Rapsodia», набрав 111 очков.
47-летняя Миа скончалась от передозировки наркотиков 11 мая 1995 года у себя дома в Милане (Италия) и была найдена мёртвой 3 дня спустя.

## Дискография
- Oltre la collina (1971)
- Nel mondo, una cosa (1972)
- Il giorno dopo (1973)
- È proprio come vivere (1974)
- Sensi e controsensi (1975)
- Un altro giorno con me (1975)
- Che vuoi che sia… se t’ho aspettato tanto (1976)
- Per amarti (1977)
- Danza (1978)
- Mimì (1981)
- Quante volte… ho contato le stelle (1982)
- Miei compagni di viaggio (1983)
- Martini Mia (1989)
- La mia razza (1990)
- Mi basta solo che sia un amore (1991)
- Mia Martini in concerto (da un’idea di Maurizio Giammarco) (1991)
- Lacrime (1992)
- Rapsodia Il meglio di Mia Martini (1992)
- La musica che mi gira intorno (1994)